# Überbauung Grünau
Die Überbauung Grünau, auch Wohnüberbauung Grünau, Grossüberbauung Grünau oder Gesamtüberbauung Grünau, ist eine in den 1970er-Jahren entstandene Wohnsiedlung in Zürich-Altstetten.

## Lage
Die Überbauung liegt auf einem Grundstück, das zwischen Limmat, Europabrücke, Klärwerk Werdhölzli und Bernerstrasse liegt. Das eigentliche Areal wird durch die Strassen Tüffenwies, Grünauring, Brändlistrasse und Meierwiesenstrasse eingeschlossen.

## Geschichte
Die Grünau wurde Anfang der 1970er-Jahre geplant. Sie sollte ein neues Quartier am Stadtrand werden, das die Funktion eines Zentrums wahrnehmen sollte. Dadurch sollten der Bevölkerungsrückgang in der Stadt Zürich abgeschwächt werden und möglichst schnell zusätzlicher Wohnraum zur Verfügung gestellt werden. Die Wohnungen sollten Bewohnern von verschiedenen Schichten zur Verfügung gestellt werden, um eine gute Durchmischung im Quartier zu erreichen. Ursprünglich waren in der Überbauung auch eine Evangelisch-reformierte Kirchen der Schweizreformierte und eine katholische Kirche vorgesehen.
Das Land für die Siedlung stellte die Stadt im Baurecht zur Verfügung. Die damals grösste Überbauung der Stadt stiess bald auf Kritik wegen ihrer Grösse und fehlender Infrastruktur. Sie wurde als Ghetto wahrgenommen, in dem sich Vandalenakte abspielten und Kleinkriminalität vorhanden war.

## Bauwerk
Die Überbauung besteht aus zwei ungefähr 250 m langen Häuserzeilen und einem Hochhaus. Zusätzlich sind auf dem Areal eine Schule, ein Gemeinschaftszentrum und ein Alterszentrum untergebracht. Die beiden Häuserzeilen nehmen zusammen 605 Wohnungen auf, das Hochhaus weitere 100.